# ايبي كارلسون
ايبي كارلسون (بالسويدية: Ebbe Carlsson)‏ هو صحفي سويدي، ولد في 28 سبتمبر 1947 في غوتنبرغ في السويد، وتوفي في 3 أغسطس 1992 في ستوكهولم في السويد.